# برايان ميلر (سياسي)
برايان ميلر (بالإنجليزية: Brian Miller)‏ هو سياسي أسترالي، ولد في 30 يناير 1921 في أستراليا، وتوفي في 6 يونيو 2014. حزبياً، نشط في حزب العمال الأسترالي.